# 2 Batalion Strzelców (II RP)
2 Batalion Strzelców (2 bs) – oddział piechoty Wojska Polskiego II RP.

## Historia batalionu
Latem 1926 roku 65 pułk piechoty otrzymał rozkaz przedyslokowania swoich pododdziałów ze Starogardu Gdańskiego do Grudziądza. Rozkaz ten nie dotyczył III batalionu piechoty. Na bazie III/65 pp utworzony został 2 batalion strzelców, mający charakter samodzielnej jednostki wojskowej. W marcu 1930 roku batalion przeniesiono ze Starogardu Gdańskiego do Tczewa.
26 czerwca 1938 roku żołnierze batalionu złożyli przysięgę na sztandar.
W maju 1939 roku batalion przystąpił do budowy umocnień polowych w rejonie Tczewa.
Podczas kampanii wrześniowej batalion, wchodzący w skład Oddziału Wydzielonego „Tczew”, podporządkowanego bezpośrednio Armii „Pomorze”, brał udział 1 września 1939 roku w obronie mostów tczewskich. Po wysadzeniu mostów na Wiśle, walczący w rejonie Tczewa 2 batalion strzelców ppłk. Stanisława Janika został podporządkowany dowódcy 2 pułku szwoleżerów.

## Kadra batalionu
Dowódcy batalionu
- mjr / ppłk piech. Stefan III Michalski (1926 – 31 III 1930 → zastępca dowódcy 5 psp[7])
- mjr piech. Franciszek II Studziński (31 III 1930 – 21 VI 1932 → kwatermistrz 1 pspodh)
- mjr dypl. piech. Władysław Bartosik (21 VI 1932 – I 1934 → wykładowca w Szkole Podchorążych Inżynierii[8])
- ppłk dypl. piech. Jan Kruk-Śmigla (X 1933 – 1936 → II oficer sztabu Inspektora Armii gen. dyw. Stefana Dąb-Biernackiego)
- mjr / ppłk piech. Stanisław Janik (25 XI 1936 – 3 IX 1939)

Oficerowie batalionu
- mjr piech. Antoni Hajzik – kwatermistrz (9 XII 1932 – 7 VI 1934 → dowódca baonu w 29 pp)
- kpt. Emil Niemiec
- kpt. Tadeusz Czeszejko-Sochacki (kwatermistrz 1927 – 1929)

### Obsada personalna w 1939 roku
Obsada personalna i struktura organizacyjna w marcu 1939 roku:
- dowódca batalionu – ppłk Stanisław Janik
- I zastępca dowódcy – mjr Józef Rosiek
- adiutant – por Jan Seredyński
- lekarz – por. lek. Jan Baużyk
- II zastępca dowódcy (kwatermistrz) – kpt. adm. (piech.) Ireneusz Sztompka
- oficer mobilizacyjny – kpt. Ireneusz Marian Czernik
- zastępca oficera mobilizacyjnego – vacat
- oficer administracyjno-materiałowy – kpt. Władysław Adam Monkosa
- oficer gospodarczy – kpt. int. Rajmund Wincza
- oficer żywnościowy – chor. Stanisław Jankowski
- dowódca kompanii gospodarczej i oficer taborowy – por. tab. Zygmunt Majer
- dowódca plutonu łączności – por. Kazimierz Dziasek
- dowódca plutonu pionierów – vacat
- dowódca plutonu ppanc. – por. Antoni Lebiedź[11]
- dowódca oddziału zwiadu – por. Bolesław Ossowski
- dowódca 1 kompanii – kpt. Aleksander Kajetanowicz
- dowódca plutonu – por. Zdzisław Sylwiusz Ożarowski
- dowódca 2 kompanii – por. Piotr Paweł Kołodziej
- dowódca plutonu – ppor. Stanisław Lewenec
- dowódca 3 kompanii – por. Marian Spławski
- dowódca plutonu – ppor. Antoni Borowski †1940 Katyń[12]
- dowódca plutonu – ppor. Mikołaj Marian Jacyna
- dowódca kompanii km – kpt. Tadeusz Graczyk
- dowódca plutonu – por. Stanisław Brożek
- dowódca plutonu – ppor. Franciszek Dominik
- na kursie – por. Tadeusz Bohlen
- na kursie – ppor. Leszek Zbyszko Ludwik Bieńkowski

## Symbole batalionu
Sztandar
Wzór sztandaru został zatwierdzony przez Prezydenta RP.

19 czerwca 1938 roku w Toruniu Generalny Inspektor Sił Zbrojnych, Marszałek Polski Edward Śmigły-Rydz wręczył dowódcy batalionu sztandar ufundowany przez społeczeństwo Tczewa i Pelplina oraz powiatu tczewskiego.

Razem ze sztandarem baon otrzymał od fundatorów cztery posrebrzane fanfary, cztery płomienie do fanfar i cztery fartuszki do fanfar, „złotą księgę” oraz szafę do eksponowania sztandaru.
Odznaka pamiątkowa
30 maja 1931 roku Minister Spraw Wojskowych zatwierdził wzór i regulamin odznaki pamiątkowej 2 batalionu strzelców.

Odznaka o wymiarach 40x40 mm ma kształt krzyża jerozolimskiego o biało emaliowanych ramionach. Na środku krzyża tarcza z nałożonym złotym gryfem na niebieskim tle, dawnym herbem Tczewa. Na ramionach krzyża umieszczono złotą cyfrę „2", inicjały baonu „B” i „S” oraz rok powstania „1926".

Odznaki oficerskie, dwuczęściowe, tłoczone w srebrze, złocone i emaliowane były wykonane przez Stanisława Reising w Warszawie, ul. Niecała 1. Odznaki żołnierskie tłoczone w tombaku, srebrzone i oksydowane produkował Bronisław Grabski w Łodzi, ul. Zakątna 59/61.

Barwy
Oficerowie liniowi i szeregowcy na kołnierzach kurtek nosili granatowe, sukienne łapki z seledynową żyłką oraz numer porządkowy baonu „2" na naramiennikach.